# Bernard Benyamin
Bernard Benyamin, né le 8 juillet 1949, est un journaliste, producteur et animateur de télévision français.

## Biographie
Bernard Benyamin est un ancien élève de l'École supérieure de journalisme de Lille (44e promotion).
En janvier 1990, il crée avec le journaliste Paul Nahon le magazine hebdomadaire de reportages Envoyé spécial, qu'ils coprésentent sur Antenne 2 puis France 2 jusqu'en janvier 2001. Leur succèdent les journalistes Françoise Joly et Guilaine Chenu à cette date.
Il est un spécialiste de l’Amérique latine qu’il sillonne depuis plus de trente ans. Plusieurs fois correspondant pour la radio puis pour la télévision, il y a développé une véritable passion pour ce continent.
En août 2010, il retrouve Paul Nahon sur France 2 pour un nouveau magazine hebdomadaire intitulé Enquêtes Spéciales,.
En novembre 2010, il annonce qu'il quittera France Télévision le 31 décembre 2010, tout comme son compère de toujours Paul Nahon.
Il a deux enfants. 
Il est le père de l’artiste français Geyster (Gaël Benyamin).

## Publications
Bernard Benyamin a publié plusieurs ouvrages, dont :
- La Saga de Buenos Aires éditions Alphée, 2010.  (ISBN 978-2-75380-547-7)
- Le Code d'Esther (en collaboration avec Yohan Perez), First Éditions, 2012.  (ISBN 978-2-75404-286-4)

Enquête sur la prophétie la plus troublante du XXe siècle
- L'Odyssée de la peur, First Éditions, 2016.  (ISBN 978-2-75408-227-3) [présentation en ligne]
- Le Secret de la Menorah (en collaboration avec Yohan Perez), First Éditions, 2019.